# Roberto Calvi

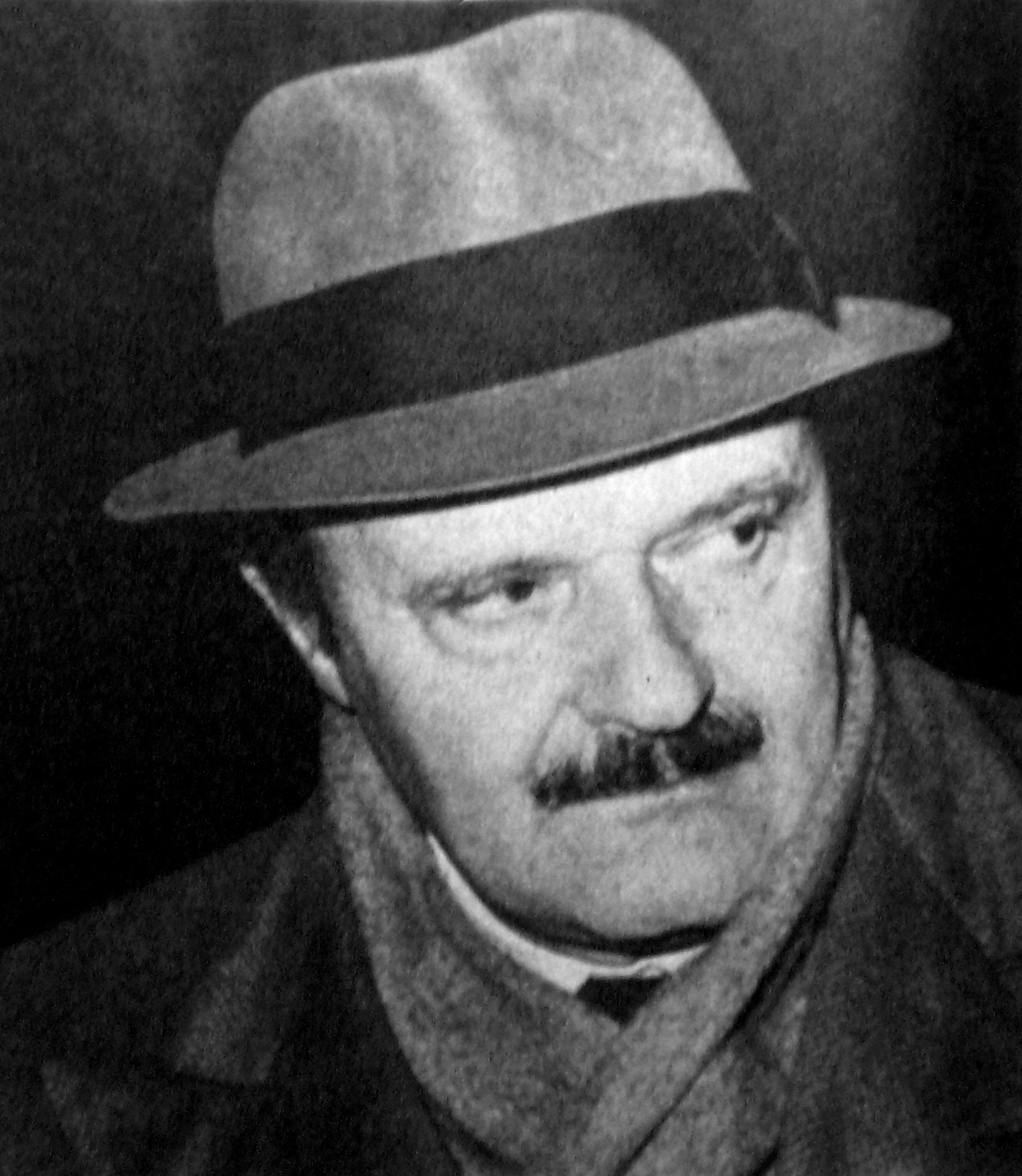
Roberto Calvi (1982)

Roberto Calvi (* 13. April 1920 in Mailand; † 17. Juni 1982 in London) war ein italienischer Banker. Er war zuletzt Präsident der Banco Ambrosiano, die mehrheitlich der Vatikanbank Istituto per le Opere di Religione (IOR) gehörte, und war an der Geldwäsche von Drogengeldern in Italien und Südamerika sowie an weiteren geheimen Finanztransaktionen des Vatikans, der Mafia, der Geheimloge Propaganda Due (P2) und verschiedener politischer Parteien maßgeblich beteiligt. Aufgrund seiner engen Beziehungen zum IOR wurde Calvi vor allem in den Medien als „Bankier Gottes“ bezeichnet.
Calvis Karriere war geprägt von einem schnellen Aufstieg, engen Verbindungen zum Vatikan, Geldmitteln, die zu den herrschenden politischen Parteien flossen, und vom finanziellen Zusammenbruch mit nachfolgenden verzweifelten Versuchen, sich durch Erpressung von Vatikan-Würdenträgern und Politikern zu retten. 
Calvi wurde 1982 in der City of London an der Blackfriars Bridge erhängt aufgefunden. Nach Einschätzung der italienischen Staatsanwaltschaft wurde er von der sizilianischen Mafia ermordet.

## Leben
Roberto Calvis Vater arbeitete in der Banca Commerciale Italiana, eine der größten Banken Italiens, und wurde dort bald Manager. Nach dem Zweiten Weltkrieg war Roberto zunächst in derselben Bank tätig und wechselte 1947 zur Banco Ambrosiano. Er wurde gefördert von Michele Sindona, einem führenden Teilhaber, und von Paul Marcinkus, Direktor der Vatikanbank ab 1971. Dank der guten Beziehungen seines Vaters setzte sich auch Carlo Alessandro Canesi, ein leitender Angestellter und späterer Generaldirektor, für Calvis Aufstieg ein. 
Bereits seit 1957 führte Calvi für verschiedene Gruppen der Mafia Finanztransaktionen und Geldwäsche von Drogen-Geldern im großen Stil durch. Er war seit 1958 mit Giovanni Battista Montini, dem späteren Papst Paul VI., befreundet. 1963 war er unter Canesi Leiter der Auslandsabteilung und stellvertretender Generaldirektor. Ab 1968 begann Calvi, große Summen zwischen seiner Bank, der Vatikanbank und verschiedenen Schweizer Banken zu verschieben. 1971 wurde er Generaldirektor, 1974 Präsident der Banco Ambrosiano. Dabei wahrte er den Schein eines äußerst seriösen Geschäftsmannes.  Spätestens ab 1971 nahm er mehrfach an Treffen der Geheimloge Propaganda Due teil und verwaltete für Licio Gelli und andere Mitglieder der Loge erhebliche Vermögenswerte.
Ab Mitte 1971 errichtete die Banco Ambrosiano in zahlreichen Offshore-Finanzplätzen Niederlassungen und Briefkastenfirmen. Calvi gründete eine Tochtergesellschaft in Luxemburg, die sich Dependancen in Zürich, auf den Bahamas, Panama und in weiteren Finanzparadiesen und Steueroasen zulegte. Riesige Geldmengen unklarer Herkunft strömten in die Bank. Die sizilianische Cosa Nostra wusch Teile ihrer Einnahmen aus Prostitution, Heroin- und Waffenhandel in seinem Bankennetz. Und auch das kolumbianische Medellín-Kartell wusch dort Gelder aus dem Kokain-Handel, teils mit Unterstützung leitender Stellen der Vatikanbank.
Im April 1974 verlor Michele Sindona durch einen Börsencrash große Teile seines Vermögens, was dazu führte, dass die in seinem Besitz befindliche Franklin Bank Insolvenz anmelden musste, deren Gläubiger Sindona wegen betrügerischen Bankrotts verklagten. In diesem Zusammenhang wurde erstmals öffentlich, dass Calvi auch für Verluste von etwa 40 Millionen US-Dollar verantwortlich war, die die Vatikanbank bei diesem Crash erlitten hatte. Seither wurde in den Medien immer wieder über Zusammenhänge der Geldströme der Mafia und des Vatikans spekuliert. Ende 1981 war die Banco Ambrosiano die größte Privatbank Italiens.
Nach dem Beginn des Pontifikats Johannes Paul II. wurden mit Calvis Mithilfe Ende der 1970er-Jahre erhebliche Finanzmittel des Vatikans und der CIA über die Banco Ambrosiano nach Polen transferiert, um dort der Solidarność zugutezukommen.

## Banco-Ambrosiano-Skandal
Im Zuge von Ermittlungen der Banca d’Italia über illegale Devisengeschäfte, die bereits 1977 erste Unregelmäßigkeiten ergeben hatten, wurde 1981 festgestellt, dass Calvi über 27 Milliarden Lire ohne Genehmigung ins Ausland transferiert hatte. Dafür erhielt er im Juli 1981 wegen Bank- und Devisenvergehen in der ersten Instanz eine vierjährige Gefängnisstrafe. Nach einem Selbstmordversuch konnte er die Haft gegen Hausarrest tauschen. Während der Zeit in Untersuchungshaft und bis zur Wiederaufnahme seines Verfahrens hatte er zahlreiche Andeutungen gegenüber Anwälten und Journalisten gemacht, wonach er Informationen besäße, durch die das italienische Parteiensystem erschüttert werden würde. Tatsächlich gab er nur einen entscheidenden Hinweis auf einen illegalen Kredit an die Sozialistische Partei über 21 Millionen US-Dollar. Im Herbst kehrte er an die Spitze der Banco Ambrosiano zurück. Ein „Patronatsbrief“ von IOR-Chef Erzbischof Marcinkus wird von der Bankenwelt als Sicherheit für weitere Millionenkredite gewertet.
Knapp zwei Jahre später überwies die Vatikanbank IOR 240 Millionen Dollar an die Ambrosiano-Bank, um deren zornige Gläubiger zu beruhigen, die sich von Marcinkus' „Patronatsbrief“ geprellt fühlten. Die Staatsanwaltschaft in Rom vollzog nie einen Haftbefehl gegen Marcinkus, obwohl bei den Untersuchungen festgestellt wurde, dass große Summen mit Wissen von Marcinkus an Scheinfirmen und Scheinniederlassungen im Ausland transferiert worden waren. Calvis Geschäftspartner Michele Sindona wurde am 20. März 1986 in seiner Gefängniszelle mit Zyankalivergiftung tot aufgefunden. Die Bank brach 1987 zusammen, und der Vatikan gab rund drei Milliarden US-Dollar als uneintreibbare Außenstände an.

## Flucht und Ermordung
Am 10. Juni 1982 verließ Calvi fluchtartig Italien, nachdem die Banco Ambrosiano, die er immer noch als Präsident leitete, Konkurs anmelden musste. Die Schulden der Bank werden – je nach Quelle – auf zwischen 700 Millionen und 1,2 Milliarden US-Dollar geschätzt.
Am 13. Juni 1982 bezog Calvi ein Hotelzimmer in Chelsea. Er wurde am 18. Juni 1982 in der City of London erhängt unter der Blackfriars Bridge aufgefunden. Sein Tod wurde von der britischen Justiz zunächst als Selbsttötung klassifiziert. Am selben Tag, an dem Calvis Leiche gefunden wurde, stürzte Graziella Corrocher aus einem Fenster der Bank in Mailand in den Tod.
1992 erfolgte die Exhumierung der Leiche, in den späten 1990er-Jahren wiesen neue forensische Methoden immer deutlicher darauf hin, dass Calvi ermordet worden war. Zwei Jahrzehnte nach seinem Tod rekonstruierten Gutachter, darunter der deutsche Rechtsmediziner Bernd Brinkmann, die letzten Minuten in Calvis Leben. Im April 2002 wurde bestätigt, dass Calvi sich im Gegensatz zu den anfänglichen Annahmen nicht selbst das Leben genommen hatte, sondern ein Selbstmord vorgetäuscht wurde. Die italienische Staatsanwaltschaft nahm das Verfahren daraufhin wieder auf.

## Prozess und Folgen
Am 6. Oktober 2005 begann der Prozess um den Mord an Roberto Calvi, das eineinhalb Jahre dauerte. Dem Mafia-Boss Pippo Calò und vier weiteren Personen wurde der Mord an Calvi vorgeworfen. Am 6. Juni 2007 wurden alle fünf Angeklagten freigesprochen, davon vier aus Mangel an Beweisen. Die Thesen der Anklage in diesem Fall basierten auf der Aussage eines „Pentito“: Danach betreute Calvi die Drogengelder für die Corleonesi auf die gleiche Weise, wie Michele Sindona es für die Inzerillo-Gambino-Spatola-Bontade-Gruppe getan hatte, und er wurde ebenfalls ermordet, weil er sich als unzuverlässig erwiesen hatte.
Sowohl Michele Sindona als auch Roberto Calvi gehörten zur Freimaurerloge Propaganda Due (P2). Im März des Jahres 1981 hatten Mailänder Untersuchungsrichter anlässlich der Ermittlungen wegen Michele Sindonas vorgetäuschter Entführung im Büro des Meisters vom Stuhl, Licio Gelli, eine Liste mit 962 Mitgliedern der P2 entdeckt, auf der sich neben Calvi und Sindona Namen der gesamten Führung der Geheimdienste sowie 44 Parlamentsabgeordneter, hochrangiger Militärs, Richter, Polizisten, leitender Geschäftsleute, Bankiers und Journalisten befanden.

Für die Staatsanwälte Maria Monteleone und Luca Tescaroli ließen die Gutachten keinen Zweifel zu, dass Calvi erhängt wurde. Von besonderem Interesse war Flavio Carboni, über Jahrzehnte ein schillernder Repräsentant der italienischen Business- und Glamour-Welt mit guten Beziehungen zur Politik und Kontakten zur Mafia. Calvi musste sterben, so Staatsanwalt Tescaroli,
„weil er Mafia-Gelder veruntreut oder verspekuliert hatte; damit auch nach dem drohenden Zusammenbruch des Banco Ambrosiano seine Kunden und Geschäftspartner ungefährdet blieben und ihre profitablen Geschäfte weiterlaufen konnten; um zu verhindern, dass Calvi seine Drohung wahr machte, führende Politiker und hohe Vatikan-Würdenträger zu erpressen.“
Nach den Ermittlungen kam die italienische Staatsanwaltschaft zur Einschätzung, dass der Mord von der sizilianischen Mafia begangen wurde. Die Richter sprachen allerdings alle fünf Angeklagten aus Mangel an Beweisen frei, wobei vier der Freisprüche solche zweiter Klasse waren. Staatsanwalt Tescaroli hatte für die Männer lebenslänglich gefordert, insgesamt aber zeigte er sich zufrieden und erklärte, nach 25 Jahren sei es schon ein Erfolg, dass der Prozess überhaupt stattgefunden habe.

## Filme
- 1990: Der Pate III. – Der Film basiert in Teilen auf dem Buch In God’s Name (Im Namen Gottes?) von David Yallop. Die Figur des Frederick Keinszig wurde dabei an Roberto Calvi angelehnt; diejenige des Erzbischofs Gilday an Paul Marcinkus.[9]
- 2002: I Banchieri di Dio: Il caso Calvi (in etwa: „Gottes Bankiers: Der Fall Calvi“), Regie: Giuseppe Ferrara, Italien.
- 2008: Il Divo – La Spettacolare Vita Di Giulio Andreotti Regie: Paolo Sorrentino, Italien 2008